# Rezerwat przyrody Turzyniec
Rezerwat przyrody Turzyniec – leśny rezerwat przyrody położony we wschodniej części województwa mazowieckiego, na terenie gminy Stoczek, w powiecie węgrowskim. Obejmuje obszar o powierzchni 72,17 ha, a celem ochrony rezerwatu jest zachowanie kompleksu lasów bagiennych i wilgotnych oraz śródleśnych turzycowisk.
Rezerwat leży w granicach Nadbużańskiego Parku Krajobrazowego.

## Opis
Rezerwat przyrody Turzyniec utworzony został 2 marca 2015 na mocy zarządzenia Regionalnego Dyrektora Ochrony Środowiska w Warszawie z dnia 10
lutego 2015. Rezerwat znajduje się na gruntach będących własnością Skarbu Państwa, administrowanych przez Regionalną Dyrekcję Lasów Państwowych w Warszawie i Nadleśnictwo Łochów. Pierwotnie w dokumentacji projektowej funkcjonował pod nazwą Majdan.

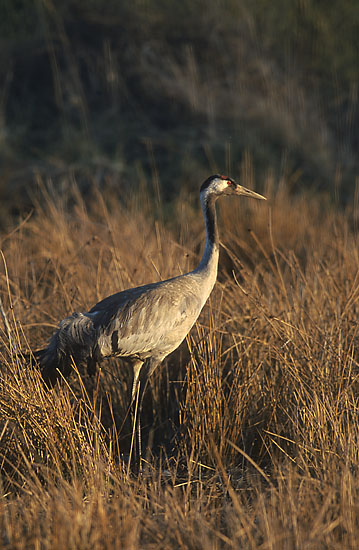
Żuraw zwyczajny

Istotnymi elementami szaty roślinnej rezerwatu są:
- zbiorowiska szuwarowe z najbardziej malowniczym, znajdującym się w warunkach stałego podtopienia, szuwarem kosaćca żółtego;
- zbiorowiska ziołoroślowe, z takimi gatunkami charakterystycznymi, jak wiązówka błotna i tojeść pospolita;
- zbiorowiska ziół i pnączy porastające pogranicze między różnymi zbiorowiskami roślinnymi. Dominującym elementem są tutaj rośliny czepne i wijące, które, wspierając się na bylinach lub krzewach, tworzą charakterystyczne welony;
- olsy oraz łęgi olszowo-jesionowe;
- bory mieszane – miejscami silnie podtopione, przez co mają pod względem krajobrazowym cechy borealnych wilgotnych borów mieszanych;
- zbiorowiska torfowiskowe i trzęsawiska[4][5].

Flora roślin naczyniowych rezerwatu składa się z 183 gatunków, wśród których występują gatunki objęte ochroną: wawrzynek wilczełyko, storczyk kukułka krwista. Odnotowano też 3 gatunki wątrobowców i 24 mchów. Na terenie rezerwatu występuje 40 gatunków ptaków, w tym żuraw, dzięcioł czarny i średni, 15 gatunków ssaków, w tym łoś, bóbr i borsuk, 6 gatunków płazów i 3 gatunki gadów.
W pobliżu znajduje się rezerwat „Moczydło”.